# Mutriku
Mutriku (Spanisch: Motrico) ist eine Stadt in der Provinz Gipuzkoa im spanischen Baskenland. Sie hat 5.281 Einwohner (Stand: 2024).

## Geografie
Die Gemeinde grenzt an die Gemeinden Berriatua, Deba, Etxebarria, Markina-Xemein, Mendaro. Der Ort liegt am Golf von Biscaya.

## Geschichte
Die Stadt Mutriku wurde 1209 vom kastilischen König Alfons VIII. gegründet, der der Stadt das Stadtrecht verlieh und das Recht gab, eine Mauer zum Schutz der Stadt zu errichten (es gibt noch einige sichtbare Überreste der Mauer).

## Bevölkerungsentwicklung
| 1842 | 1900 | 1950 | 1981 | 1991 | 2001 | 2011 |
| ---- | ---- | ---- | ---- | ---- | ---- | ---- |
| 2094 | 3687 | 4141 | 5246 | 4578 | 4775 | 5053 |

## Wirtschaft
Es ist der Standort des weltweit ersten Wellenkraftwerks mit 16 Turbinen, basierend auf dem Druckluft-Prinzip nach Alan Wells, welches im Jahr 2011 eröffnet wurde und 300 kW leistet. Die Stadt hatte einst eine bedeutende Fischereiindustrie, deren Bedeutung im 21. Jahrhundert allerdings zurückgegangen ist.

## Sehenswürdigkeiten
Hier befindet sich die Kirche San Andrés, eine der ältesten Kirchen Gipuzkoas, die auf das Jahr 1080 zurückgeht. Die Altstadt aus dem 13. Jahrhundert ist noch erhalten.

## Persönlichkeiten
- Juan de Landa (1894–1968), Schauspieler
- Asier Illarramendi (* 1990), Fußballspieler